# Aubert II de Longueval
Pour les articles homonymes, voir Longueval (homonymie).
Aubert II de Longueval ou Aubert de Longueval, né vers 1238 en Picardie, et mort en 1285 à Gérone (Espagne), était un aristocrate et chevalier français au XIIIe siècle qui a servi de deuxième amiral de France.  

## Biographie
Il était membre de la maison de Longueval, de Picardie, dont les descendants incluent Charles Bonaventure de Longueval, et de nombreux autres seigneurs qui ont une longue histoire de combats et de mourant pour leur roi.
Aubert de Longueval était un chevalier fameux qui a organisé le tournoi réputé de « Le Hem » avec Huart de Bazentin en 1278 en dehors de la ville de Péronne, qui était un spectacle théâtral basé sur la légende du roi Arthur, et a attiré figures des plus hauts cercles dont Robert d'Artois. 
Il est fait amiral de France quelque temps après la huitième croisade en 1270, quand le roi Louis IX crée le poste d'amiral, et a été tué commandant la bataille navale partie du siège de Gérone dans le royaume d'Aragon en 1285, dans la guerre entre Philippe III et Pierre III.